# Mikhàilovka (Saràtov)
|  | Per a altres significats, vegeu «Mikhàilovka». |

Mikhàilovka (en rus: Михайловка) és un poble de l'óblast de Saràtov, a Rússia, segons el cens del 2010 tenia 1.015 habitants. Pertany al districte municipal de Saràtov.